# Ferides d'Armènia
Ferides d'Armènia (armeni: Վերք Հայաստանի Verk Hayastani) és una novel·la històrica de 1841 escrita per Khatxatur Abovian. Escrita en el dialecte de Yerevan, Ferides d'Armènia es considera l'obra mestra d'Abovian. És la primera novel·la d'Abovian, la primera novel·la armènia i la primera obra literària en armeni oriental modern. Gràcies a Ferides d'Armènia, es considera Khatxatur Abovian com el fundador de la llengua armènia oriental moderna.
Va ser publicat per primer cop el 1858 a Tbilisi, que era el centre cultural dels armenis russos abans de la Guerra Civil Russa, deu anys abans que desaparegués Abovian.

## Nom
La forma comuna en la qual es coneix el llibre és Ferides d'Armènia (Verk Hayastani), tot i que originalment Abovian l'havia titulat Ferides d'Armènia: Lamentació d'un patriota (Վերք Հայաստանի. ողբ հայրենասերի).

## Rerefons
Khatxatur Abovian havia nascut el 1809 a Kanaker, una petita població a prop de Yerevan, que era part del Imperid Persa en aquell moment. El 1827, Yerevan va ser capturada pels russos. De 1830 a 1836, Abovian va estudiar a la Universitat de Dorpat. Abovian va escriure el llibre el 1841.

## Trama

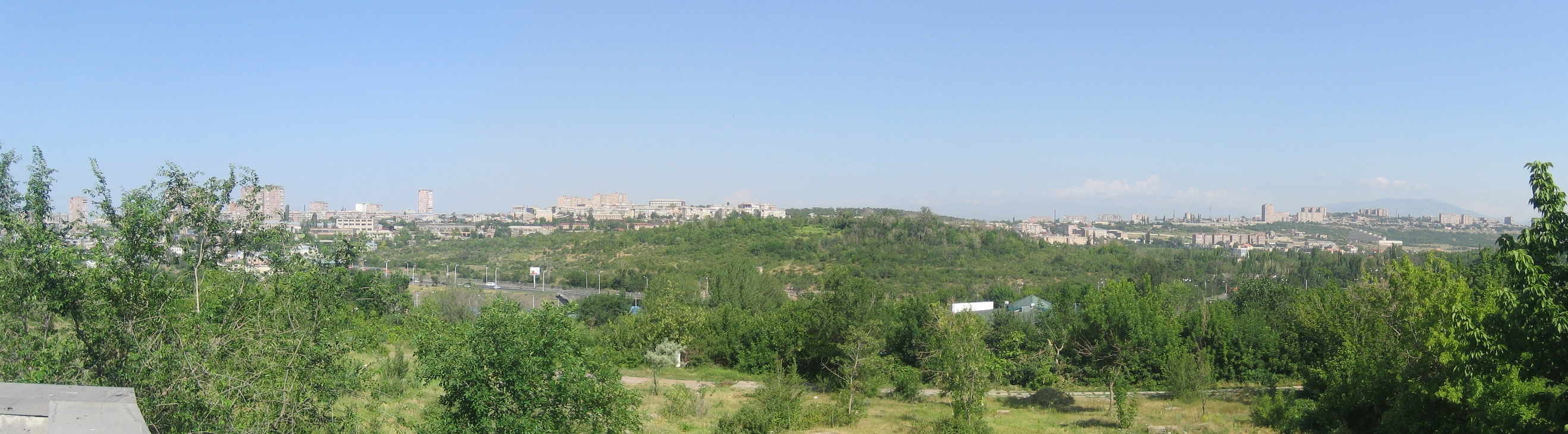
Districte de Kanaker-Zeytun a Yerevan, on es desenvolupa la novel·la.

La història que Abovian va titular Ferides d'Armènia està basada en un incident que va passar a la seva població natal Kanaker durant la guerra russopersa (1826–1828). Una jove noia armènia amb el nom de Takhuni és raptada pels soldats de Hossein Khan Sardar, el cap del Kanat de Yerevan, l'entitat política persa a voltant de Yerevan. Aghasi, que és l'heroi principal, mata els homes de Sardar i la salva. El germà del governador persa Hassan decideix catigar Aghasi i per això destrueix un seguit de poblacions armènies.
El llibre de 2005 Herència de la literatura armènia' d'Agop Jack Hacikyan i Gabriel Basmajian argumenta que «tot i que simbòlic, l'incident va ser prou potent per aixecar sentiments de patriotisme, orgull nacional i dignitat.» Els autors destaquen a continuació que «el llibre es llegeix com un poema, en el qual l'autor, com un fill, té un llenguatge honest i directe amb el poble, en el seu dialecte propi de Kanaker.» Proposen que «el seu missatge és directe i fort: una crida des del fons del cor.»"

## Publicacions i traduccions
La novel·la es va publicar per primer cop a Tbilissi, que era part de l'Imperi Rus, i actualment és la capital de Geòrgia. Es va tornar a publicar durant l'era soviètica el 1948, 1959 Arxivat 2013-04-24 at Archive.is, 1975 Arxivat 2013-04-10 at Archive.is) i a l'Armènia independent (2005, 2009).
La primera traducció va ser al rus. El 1948 l'edició traduïda al rus es va publicar a Yerevan i Moscou, i es va reeditar el 1955 i el 1971, i un altre cop el 1977 a Yerevan.
El 2005, Vahé Baladouni va traduir el prefaci de la novel·la d'Abovian a l'anglès. Va ser publicada a Yerevan pel Museu de Literatura i Art. (ISBN 9993060607)